# Jates
Jates (IAST: Jāṭ, em urdu:  جاٹ, em hindi:  जाट, em panjabi:  ਜੱਟ جٹ Jatt), são um grupo étnico nativo do Panjabe do norte da Índia e Paquistão.